# Ilva (empresa)
Ilva S.p.A. es una empresa siderúrgica italiana que durante gran parte del siglo XX fue el mayor productor de acero de Italia y uno de los más grandes de Europa. En junio de 2017, ArcelorMittal se convirtió en el principal accionista. El 23 de abril de 2021, el gobierno de Mario Draghi inyectó capital en la compañía, de forma que adquirió una participación del 38% y el 50% de los derechos de voto.

## Historia
Ilva se estableció en 1905 en Génova, y su trayectoria con altibajos a lo largo del siglo XX atravesó una etapa crítica durante el declive de la fabricación de acero europea en las décadas de 1970 y 1980, hasta su privatización final en 1995. El Gruppo Riva adquirió los principales activos de Ilva, incluida la acería gigante de Tarento, la más grande de Europa. En 2012, la planta siderúrgica de Tarento estuvo en el centro de un escándalo medioambiental que condujo al arresto y condena de algunos miembros de la familia Riva y al traspaso de la acería a ArcelorMittal.

### Primeros años (1905-1934)
La empresa se fundó en Génova el 1 de febrero de 1905, y tomó su nombre del topónimo latino de la isla de Elba, sede de abundantes depósitos de mineral de hierro que alimentaron el primer alto horno construido en Italia a finales del siglo XIX.
 Ilva nació de la fusión de las actividades siderúrgicas del grupo Siderurgica di Savona, de la Acciaierie di Terni y de su filial Ligure Metallurgica. El capital social inicial de la sociedad limitada era de 12 millones de liras, que se aumentó a 20 millones de liras cuando el grupo Elba se unió poco después. La nueva empresa, controlada por financieros genoveses, fue creada con el respaldo político y financiero del estado italiano, para construir la planta siderúrgica de Bagnoli, como parte de la ley de 1904 para el desarrollo de Nápoles, preparada por el economista y luego primer ministro Francesco Saverio Nitti. Durante la Primera Guerra Mundial Ilva se benefició de grandes contratos estatales, pero el final del esfuerzo bélico y la recesión de la posguerra, combinados con los efectos del biennio rosso de 1920-21, la llevaron al borde de la quiebra, y en 1922 la Banca Commerciale Italiana asumió el control de la empresa.

### De IRI a Italsider (1934-1995)

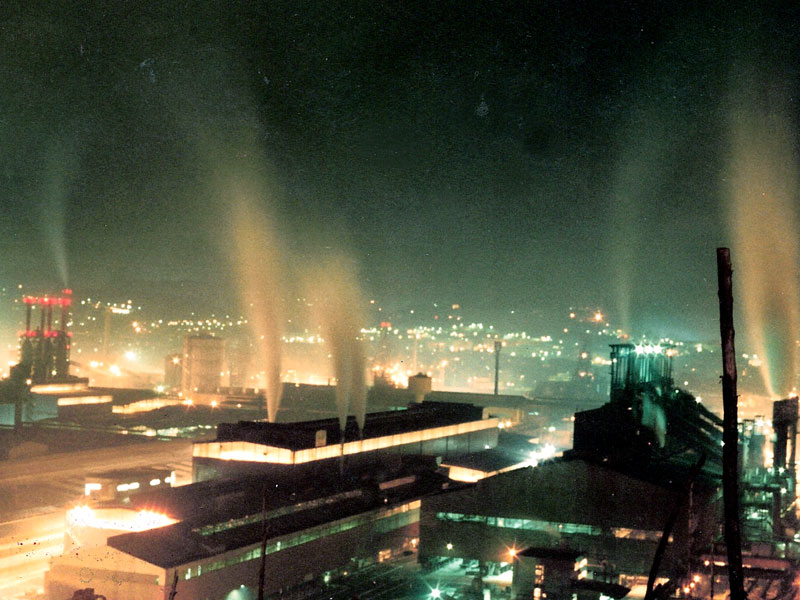
Acería de Bagnoli antes de su cierre en 1992

La empresa continuó luchando por sobrevivir durante la década de 1920, hasta que la crisis de 1929 le asestó un golpe fatal, de forma que en 1934 fue finalmente adquirida por el IRI, el holding público establecido en 1933 por el gobierno fascista para rescatar, reestructurar y financiar bancos y empresas privadas que quebraron durante la Gran Depresión. Ilva pasó así a formar parte de Finsider, el conglomerado de empresas del IRI especializado en la producción de acero (que controlaba también la acería Acciaierie di Cornigliano S.p.A., conocida como SAIC, y muchas otras empresas siderúrgicas más pequeñas, entre las que se encuentran Terni Acciai Speciali S.p.A. y Dalmine S.p.A.). Después de la Segunda Guerra Mundial, el presidente del IRI, Oscar Sinigaglia, utilizó fondos del Plan Marshall para reconstruir y modernizar la acería de SAIC en Cornigliano y la fusionó con Ilva en 1961, creando una nueva empresa llamada Italsider. La nueva empresa se expandió rápidamente en la década de 1960. En 1965, el gigantesco complejo siderúrgico integrado de Taranto entró en funcionamiento, ocupando a 5000 trabajadores y añadiendo 10,5 millones de toneladas de capacidad a Italsider. Sin embargo, a principios de la década de 1970, la producción de acero en la Comunidad Económica Europea sufría un exceso de capacidad y la competencia extranjera. Italsider no fue una excepción, sufriendo pérdidas muy grandes durante la crisis del acero que afectó a todas las economías occidentales a finales de la década de 1970 y especialmente en la década de 1980. En 1984, Italsider vendió SAIC a COGEA, un consorcio de empresas siderúrgicas privadas dominado por el Grupo Falck, que a su vez la revendió al Gruppo Riva en 1988. En 1992, Italsider, en un último intento por reducir el exceso de capacidad y las pérdidas, cerró la acería de Bagnoli en Nápoles.

### Propiedad del Gruppo Riva y escándalo ambiental en Taranto (1995-2012)

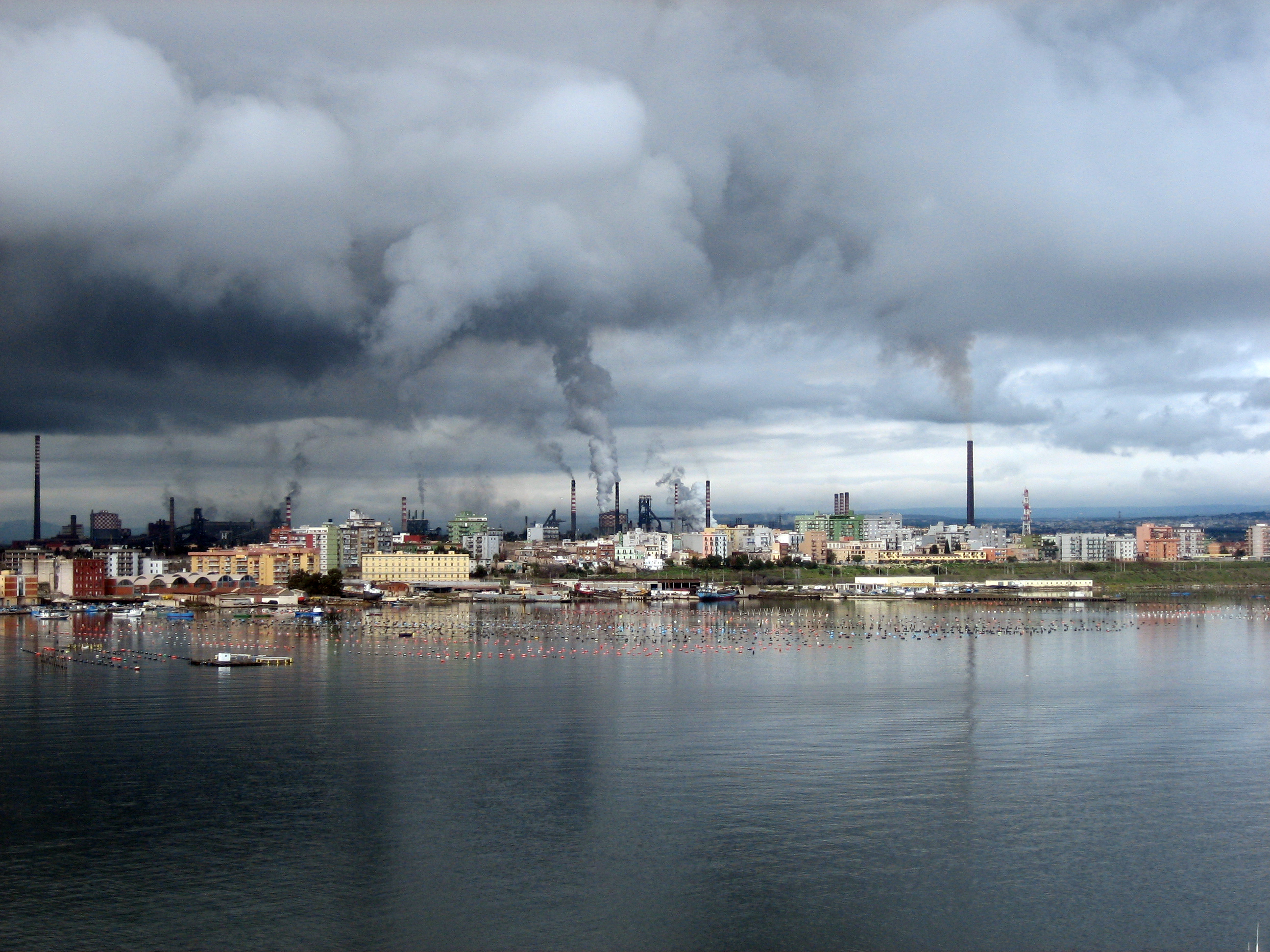
Acería de Tarento (2007)

En 1995, el Estado italiano decidió deshacerse de Ilva y de sus filiales, que registraban pérdidas. El Gruppo Riva compró la planta siderúrgica de Tarento, la multinacional alemana ThyssenKrupp se hizo cargo de Acciai Speciali Terni S.p.A. (AST); Dalmine S.p.A. (tuberías y tubos de acero) se vendió a Tenaris; y otras plantas fueron cedidas al Gruppo Lucchini. Así, el Gruppo Riva pasó a ser propietario de la acería de Tarento en el sur de Italia, la planta siderúrgica más grande de Europa. Durante una investigación de 2012, se descubrió que la planta siderúrgica de Taranto producía emisiones elevadas de dioxina, correlacionadas con una incidencia de cáncer anormalmente alta en el área, lo que llevó a la incautación de la planta por parte del estado italiano. Según EPER, las emisiones de dioxinas de la planta siderúrgica de Taranto representaron el 30,6 por ciento de todas las emisiones en Italia en 2002, y mucho más según una encuesta de la ONG PeaceLink.

### De los comisarios a ArcelorMittal (2012-2018)
En 2012, una investigación para esclarecer la posible comisión de un delito ecológico y de exceder los niveles autorizados de contaminación llevó al fiscal de Taranto a ordenar la incautación sin derecho a uso de las plantas en el área del horno. Para salvaguardar el establecimiento y el empleo, el Gobierno de Italia inició el procedimiento de designar un comisario de empresa y lanzó un concurso internacional para la cesión de la misma.
Desde enero de 2015, la empresa quedó bajo administración extraordinaria de conformidad con la Ley Marzano.
Por fin, en marzo de 2017, ArcelorMittal lideraba la oferta de un consorcio para tomar el control de Ilva. El consorcio ArcelorMittal fue seleccionado como postor preferente frente a otro consorcio liderado por JSW Steel, después de que pudiera prometer un aumento de la producción y garantizar los niveles de empleo. La decisión final estaba a la espera de la autorización del Ministerio de Desarrollo Económico de Italia. En junio de 2017 se acordó el arrendamiento.
El 5 de junio de 2017, ArcelorMittal y sus socios obtuvieron la aprobación para comprar Ilva por 1.800 millones de euros. Los compradores fueron el consorcio AM Investco, que además de ArcelorMittal incluía a Marcegaglia e Intesa Sanpaolo. En su oferta, AM Investco también se comprometía a realizar inversiones en Ilva por valor de 2400 millones de euros hasta 2023. El plan del consorcio reduciría los 14.220 puestos de trabajo a menos de 10.000 para 2018 y se estabilizaría en 8.500 para 2023.
En noviembre de 2017, el acuerdo aún no había sido aprobado por la Oficina de la Competencia de la Comisión Europea.

### ArcelorMittal Italia (2018-2020)
ILVA pasó a formar parte del Grupo ArcelorMittal desde el 1 de noviembre de 2018.
El 5 de noviembre de 2019 ArcelorMittal anunció su intención de desistir del contrato de cesión, devolviéndolo a Ilva, en administración extraordinaria, en un plazo de 30 días.
Se iniciaron los procedimientos para cerrar la planta, que el 18 de noviembre se interrumpieron bajo presión legal y política.

### Regreso a la propiedad del estado italiano (2020-2021)
En 2020 se inició el proceso de retorno a la gestión de comisarios y a la propiedad del Estado italiano, al amparo del escudo penal, y se continuaría con el desarrollo de todos los procedimientos de modernización y sostenibilidad ambiental de la planta de Tarento.

### Acciaierie d'Italia (2021-presente)
El 23 de abril de 2021, una junta extraordinaria de accionistas aprobó el cambio de nombre de la empresa Am InvestCo Italy a Acciaierie di Italia Holding. Sus filiales también cambiaron de nombre: Arcelor Mittal Italia se convirtió en Acciaierie d'Italia; Arcelor Mittal Italy Energy se renombró como AdI Energia; ArcelorMittal Italy Maritime Services se convirtió en AdI Servizi Marittimi; ArcelorMittal Italy Tubular pasó a ser AdI Tubiforma; y ArcelorMittal Socova se convirtió en AdI Socova. En ese momento se pronosticó que, debido a las inversiones adicionales programadas, en 2022 el estado italiano controlaría el 60% mientras que ArcelorMittal mantendría el resto.